# Pardubický pivovar

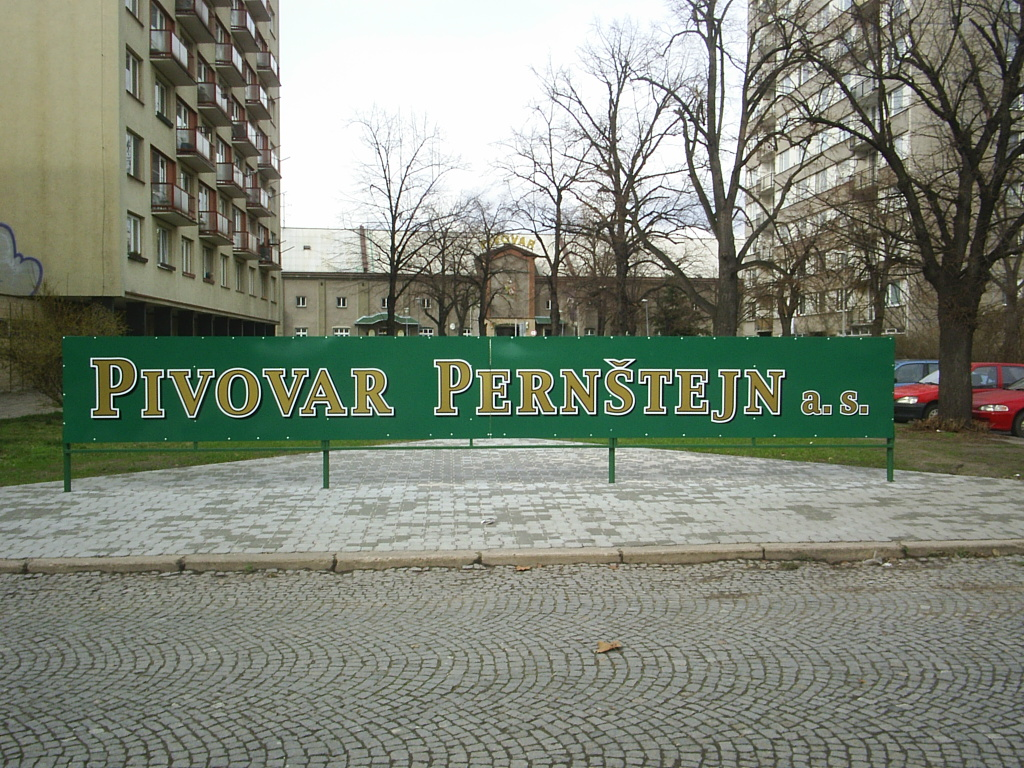
Tabule před pivovarem

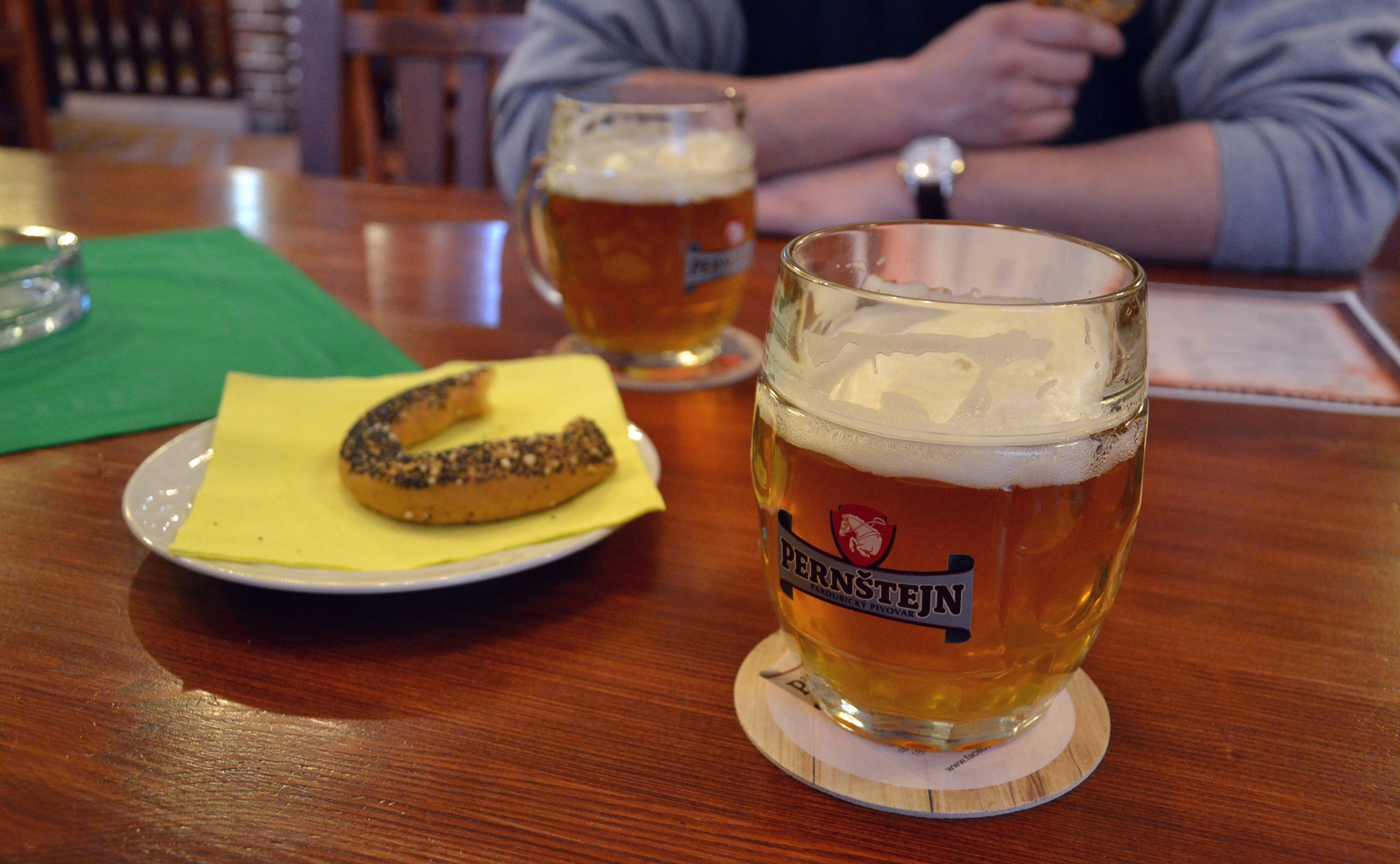
Pivo Pernštejn v restauraci Pivovarka

Pardubický pivovar a.s. byl poslední z několika pardubických pivovarů. Byl založen roku 1871. První várka piva byla uvařena 8. dubna 1871. Od roku 1890 se zde vařilo 19° pivo Porter dle vlastní receptury.
Do poslední právní podoby byl pivovar převeden 1. ledna 1993 vznikem akciové společnosti Pivovar Pardubice, a.s., která se 8. června 2006 přejmenovala na Pivovar Pernštejn a.s. a posléze 16. července 2010 na Pardubický pivovar a.s. Jednalo se o jeden z menších českých pivovarů. V roce 2019 zakoupily většinový podíl pivovaru Pivovary Staropramen.
V roce 2022 pivovar oznámil, že ke dni 31. 3. 2023 ukončí produkci; výroba vybraných značek piva se přesune do Ostravy.  Ke konci března 2023 produkce v pivovaru skončila.

## Produkty pivovaru
- Hořká 10
- Vilém 11
- Hořká 12 ze sklepa
- Porter 19°(tmavé pivo dle vlastní receptury)

Dříve se vařilo
- Pernštejn Světlý výčepní
- Pernštejn Světlý ležák
- Pernštejn Granát
- Pernštejn Jedenáctka
- Pernštejn Polotmavé
- D pivo Pernštejn
- Taxis 14
- Backer (nealko pivo)
- Kovář (nízkoalkoholové pivo)
- Ozzobír
- nealkoholické nápoje

## Historie
Historie pivovarnictví v Pardubicích sahá až do 14. století. V roce 1491 koupil Pardubice Vilém II. z Pernštejna a jako jednu ze svých činností začal rozvíjet ve městě pivovarnictví. V té době si navzájem konkurovaly čtyři pivovary – městský, obecní, zámecký a farní.
Roku 1871 byla založena společnost Akciový pivovar Pardubice, prvním sládkem se stal František Chodounský z Protivína. Stavba nové budovy byla dokončena v dubnu 1872 a 25. 6. 1872 byl první výstav. O konkurenta přišel pivovar v roce 1909 kdy vyhořel zámecký pivovar, založený v roce 1749. V roce 1890, po nástupu nového sládka A. Šimoníka, se začíná dle jeho receptury vařit nové originální 19° pivo s názvem Porter. V říjnu roku 1900 pivovar zčásti vyhořel. Ve 20. letech byly do pivovaru vloženy další investice a v roce 1928 měl poprvé výstav přes 100 000 hl. Po útlumu produkce během války byl pivovar v roce 1945 převeden do národní správy a roku 1949 znárodněn do firmy Východočeské pivovary, národní podnik v Pardubicích. Poté přešel od roku 1960 do správy Východočeských pivovarů v Hradci Králové. Akciovou společností se stal opět 1. ledna 1993.
Ke konci března 2023 produkce v pivovaru skončila. Budovy pivovaru koupila soukroma firma a z důvodu výstavby sídliště a obchodních domů  vše zbourá 

## Vedlejší činnost
Společnost provozuje jako jednu z mnoha činností i řetězec firemních prodejen „Pivovarka“ (Pardubice, Chrudim, Přelouč, Holice…). Prodejny nabízí sortiment pivovaru, vína Soaré, destiláty R. Jelínek, zapůjčení výčepního zařízení, reklamní předměty, doplňkový sortiment a další.
Další činností je pořádání exkurzí po pivovaru spojených s projekcí filmu a ochutnávkou produkce a pořádání dalších různých akcí.